# Ofira
Ofira (hebrejsky: אופירה) byla izraelská osada nacházející se na Sinajském poloostrově, na jeho jižním cípu, v místech nynějšího egyptského města Šarm aš-Šajch.

## Dějiny
V roce 1967 byla celá oblast Sinajského poloostrova během šestidenní války dobyta izraelskou armádou. Ještě téhož roku byla na jižním konci Sinaje založena osada Ofira. V roce 1970 u ní začala výstavba turistického centra. Cca 15 kilometrů severovýchodně od osady byla otevřena 14. května 1968 letecká základna Ofir, která pak sloužila jak pro izraelskou armádu, tak pro civilní leteckou dopravu (později se z ní stalo mezinárodní letiště Šarm aš-Šajch). V roce 1977 už zde stály 3 hotely a několik restaurací. V roce 1974 byla v osadě otevřena základní škola.
Ofira a celá východní část Sinaje podél Akabského zálivu měla podle plánů izraelské vlády zůstat trvalou součástí Izraele i po případné mírové dohodě s Egyptem. V roce 1977 prohlásil Ariel Šaron, že Izrael musí do konce století usídlit v pásu od Golanských výšin přes Jordánské údolí až k městu Ofira na jižním konci Sinajského poloostrova 2 miliony nových osadníků.

## Demografie
V 1. fázi se v osadě Ofira plánovalo usazení 500 rodin (cca 2000 obyvatel). V roce 1977 se ve zprávě zhotovené pro Senát Spojených států amerických odhaduje počet stálých obyvatel v této osadě na 150. Do konce roku 1977 se předpokládalo, že zde bude usazeno 1000 rodin. Obyvatelstvo Ofiry ale nakonec dosáhlo maximálního počtu jen 1000 lidí.

## Převod Ofiry pod egyptskou suverenitu
V důsledku podpisu Egyptsko-izraelské mírové smlouvy bylo rozhodnuto, že celá Sinaj bude vrácena Egyptu. V roce 1981 se zde odehrál summit, na kterém se sešel egyptský prezident Anvar as-Sádát a izraelský premiér Menachem Begin. Před svátky Pesach na jaře 1982 pak osadu Ofira izraelští civilisté vyklidili a obec byla předána pod správu Egypta. Na rozdíl od města Jamit a okolních osad na severovýchodě Sinaje nebyla zdejší zástavba zbořena a stala se součástí nynějšího egyptského města Šarm aš-Šajch. Turistický průmysl založený zde Izraelci včetně letiště Ofir byl zachován a rozvinut.